# Пико (филм)
Пико је југословенски филм из 1959. године. Режирао га је Срећко Вејганд који је написао и сценарио.

## Улоге
| Глумац          | Улога |
| --------------- | ----- |
| Дамир Вугринец  | Пико  |
| Марија Кон      | Тетка |
| Хермина Пипинић | Мама  |
| Иван Шубић      | Тата  |

Комплетна филмска екипа  ▼
| Редитељ              | Срећко Вејганд   |         |
| Сценариста           | Срећко Вејганд   | (писац) |
| Композитор           | Мирослав Милетић |         |
| Директор фотографије | Хрвоје Сарић     |         |
| Монтажер             | Јосип Ременар    |         |
| Сценограф            | Душан Јеричевић  |         |